# 詹姆斯·特瑞爾
詹姆斯·特瑞爾（英語：James Turrell，1943年5月6日—），美国當代藝術家，他擅长以空間和光線為創作素材。

## 作品
出生於美國洛杉磯，他最知名的作品是仍在持續進行創作中的「羅丹火山口」（Roden Crater），坐落於美國亚利桑那州的弗拉格斯塔夫。特瑞爾將一個死火山的噴火口改造成為可用肉眼觀測的天文台，專為欣賞天空上的各種自然現象而設計。他的其他作品通常利用封閉空間將觀者包圍，以控制觀者接收光線的程度：以作品「Skyspace」為例，就是一個足夠容納15人的空間，觀者坐在邊緣的長凳上，觀看空間中唯一的天窗。特瑞爾也以光線隧道和投射手法來創造出看似具有質量和重量的形狀，但其實這些形狀只是光線的投射。身為貴格會的終身教友，特瑞爾也為貴格會設計了「活櫟樹集會所」（Live Oak Meeting House），集會所的屋頂設計有天窗，在其中光線的照射方式也帶有宗教上的含義。
他的作品「Acton」在美國印第安納州立美術館 （Indianapolis Museum of Art）十分受到歡迎。作品是一個房間中展示著一張空白的畫布，但這個「畫布」實際上是一個長方形的洞，藉由光線來讓這個洞看起來如同畫布。在展場中警衛會向沒有察覺的參觀者說「摸摸看！摸摸看！」。
特瑞爾的作品挑戰人們快速觀看藝術作品的習慣。他認為觀者在一件藝術作品上花費的觀看時間太短，以致於無法認真欣賞作品本身。
|  | 我覺得我的作品是為了一個人、一個個體而創作。你可以說那個人就是我，但這並不是事實。這是給一個理想中的觀賞者。有時候在觀看某些東西的時候，我會有點急躁。當蒙娜麗莎在洛杉磯展出時，我只看了13秒。但是，你知道的，現在有一個慢食運動。或許我們可以來個慢藝術運動，花一個小時（來欣賞作品）。 |

## 展覽
- City of Anhirit
- Trace elements: Light into space
- Ghost Wedge
- Pleiades
- Heavy Water
- Afrum-Proto
- Into the Light
- Milk Run
- Unseen Blue
- Big Red

## 相關書籍
- Eclipse.  Documents The Elliptic Ecliptic and Arcus, two temporary installations accompanying the last total eclipse of the 20th century. (ISBN 3-7757-0898-7)
- The Other Horizon.  An overview of Turrell's development from 1967 to 2001. (ISBN 3-7757-9062-4)

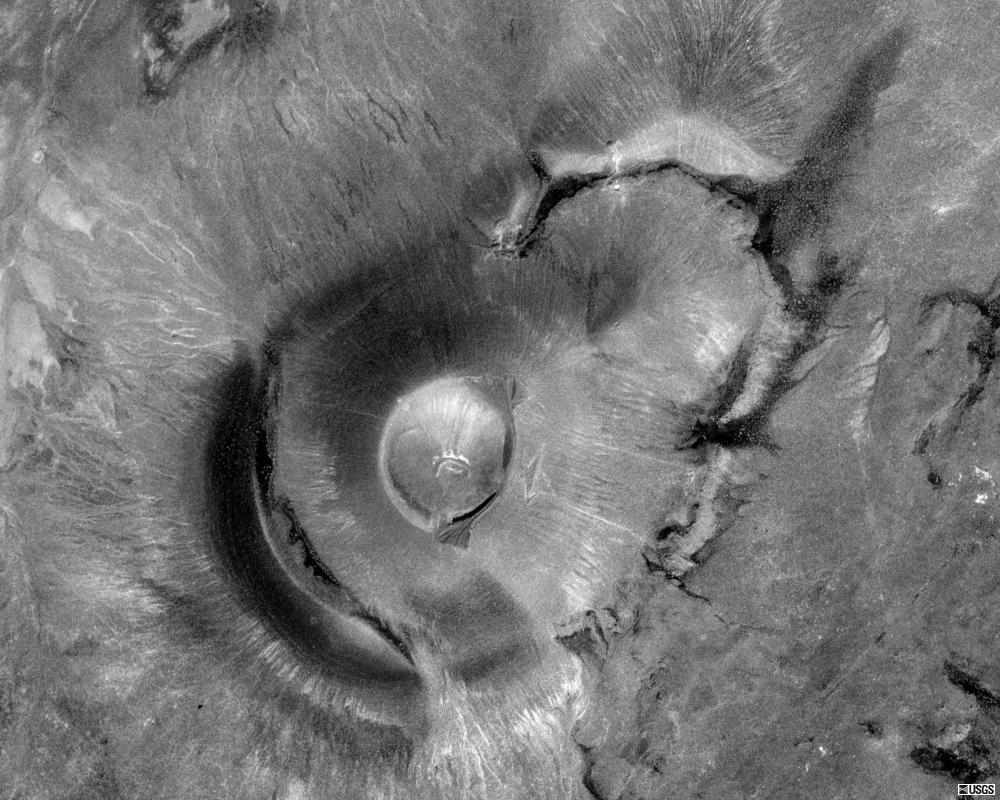
Satellite view of Roden Crater, the site of an earthwork in progress by James Turrell outside Flagstaff, Arizona.

- James Turrell : the art of light and space by Craig Adcock. (ISBN 0-520-06728-2)
- James Turrell. Geometrie di luce. Roden Crater Project by Agostino De Rosa. (ISBN 0-520-06728-2)

## 相關電影
- "Passageways" DVD published by Centre Pompidou Paris （页面存档备份，存于） : a presentation of the Roden Crater project
- Art 21: James Turrell, Live Oak Friends Meeting house （页面存档备份，存于）, PBS Documentary, Biography in text and online clip.

## 訪談
- works + conversations interview of James Turrell
- Article from ARK Finnish Architectural Review)
- EGG interview with James Turrell （页面存档备份，存于）

## 資料來源
1. ↑  Sarah Douglas, , ARTINFO, October 24, 2005  [2008-04-21], （原始内容存档于2023-04-27）

## 延伸閱讀
- Nancy Marmer, "James Turrell: The Art of Deception," Art in America, May 1981, pp.90–99.

## 外部連結
- 傳記、專訪、短篇論文、作品圖片和影像片段 （页面存档备份，存于），來自美國公共电视网（PBS）系列節目《Art:21—Art in the Twenty-First Century  - Season 1》（2001年）
- （页面存档备份，存于）
- Knowing Light（位於 Henry Art Gallery 的展覽）
- James Turrell 的 Mattress Factory 展覽
- BBC 關於 James Turrell 的文章 （页面存档备份，存于）
- 43 Places: James Turrell
- Flickr: jamesturrell （页面存档备份，存于）（網路相簿）
- James Turrell: a sculptor of light （页面存档备份，存于）
- Roden Crater 1978 （页面存档备份，存于）
- Roden Crater 在 Google Maps
- Jonathan Jones writing in the Guardian about the Kielder Skyspace
- Virtual tour in the Roden Crater project by University IUAV of Venezia, Italy
- https://web.archive.org/web/20110726071855/http://www.fundacionnmac.org/english/coleccion.php?id=117  [James Turrell at the NMAC Foundation_Cádiz_Spain]